# David H. Shinn
David H. Shinn (* 9. června 1940, Yakima, Washington) je americký diplomat, expert na Východní Afriku.
V letech byl 1987–1990 americkým velvyslancem v Burkině Faso a v letech 1996–1999 v Etiopii. Dnes vyučuje na George Washington University mezinárodní vztahy. Často poskytuje expertní svědectví americkému kongresu ohledně zemí Afrického rohu, vyjadřuje se například k otázkám [čínsko-afrických vztahů, pirátství v Somálsku nebo Al-Šabábu. Také hojně komentuje tyto záležitosti v médiích.
Ve službách ministerstva zahraničí Spojených států amerických strávil 37 let, kdy pracoval také v Libanonu, Keni, Tanzanii, Mauritánii, Kamerunu a Súdánu.